# Mühlbach (Lahn)
Der Mühlbach ist ein aus dem Taunus kommender, 32 km langer linker südlicher Nebenfluss der Lahn im rheinland-pfälzischen Rhein-Lahn-Kreis.

## Name
Der Fluss wird 1344 als Mielen erstmals schriftlich erwähnt. Der Erstbeleg des ursprünglich gleichlautenden Ortsnamens Miehlen war bereits 1132 als Millene. Der Name leitet sich wahrscheinlich von germanisch *mel- für 'zerreiben, mahlen' ab und nimmt wohl Bezug auf die sandige Beschaffenheit des Flussbetts. Alternativ könnte er auf das keltische Wort für gelblich „*melinos“ zurückgehen im Sinne von „gelber Bach“. Heute wie damals ist nach starken Regenfällen das Wasser im Mühlbach stark eingetrübt, lehmig, also gelb gefärbt. Die Einfärbung wird durch ausgespülten Lehmboden verursacht. Erst im 17. Jh. wurde der Flussname zu Mühl-bach umgedeutet.

## Geographie

### Verlauf

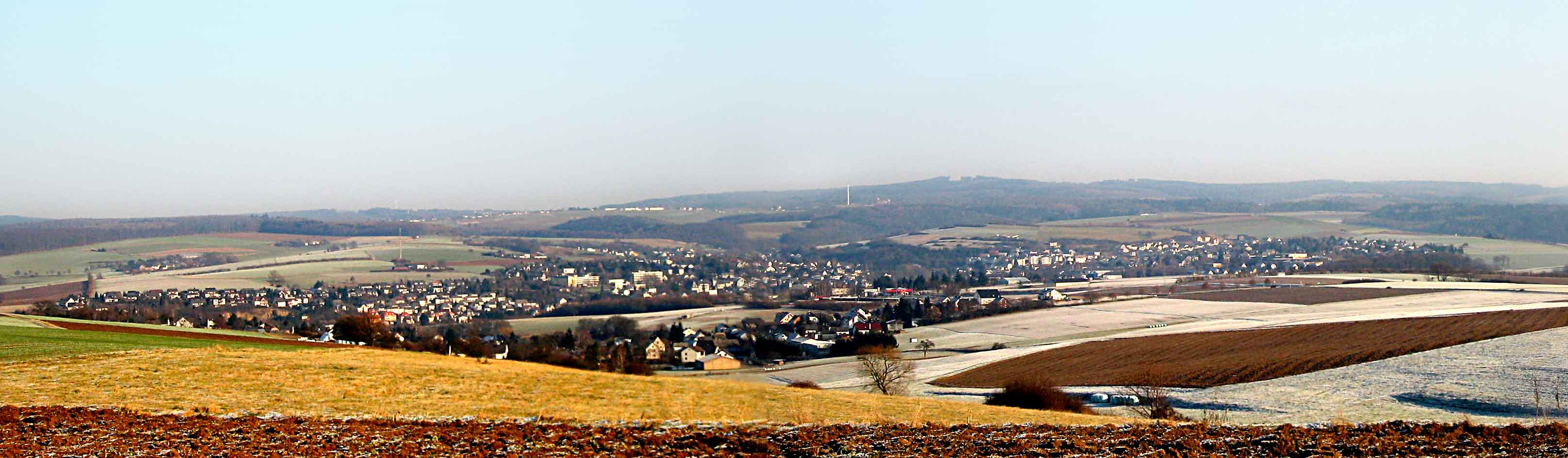
Blick über das obere Mühlbachtal (von Westen) mit Nastätten

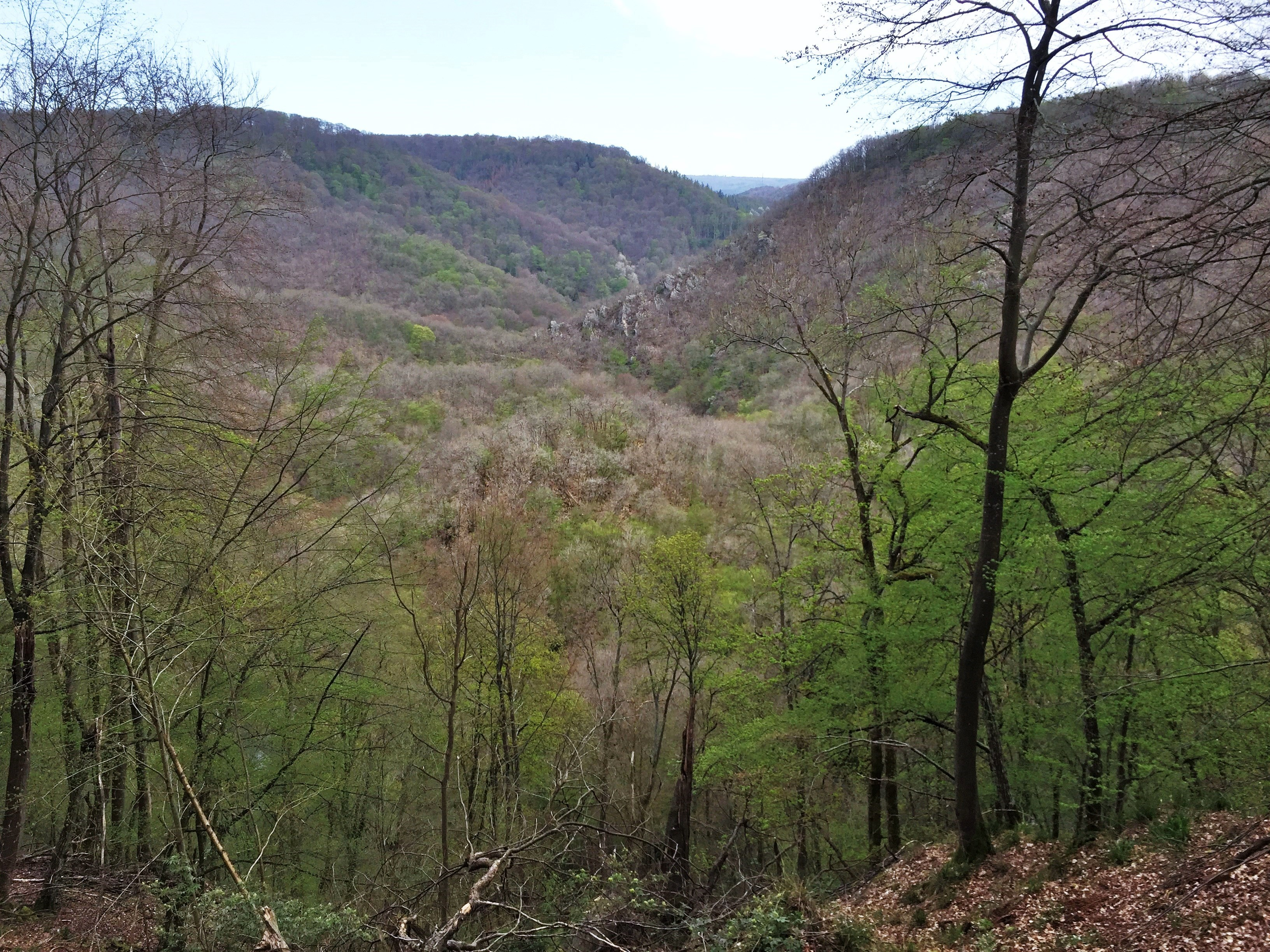
Das untere Mühlbachtal gesehen vom Steilhang Vestehell nach Norden

Der Mühlbach entspringt südlich des 474,7 m ü. NHN hohen Galgenküppel im westlichen Hintertaunus in der Gemarkung von Weidenbach, fließt von hier zunächst nach Südwesten an Kloster Schönau vorbei durch den angrenzenden Ort Strüth. Hier erreicht der Bachlauf in einer Wende nach rechts seinen südlichsten Punkt und nimmt fortan eine beständig nördliche bis nordwestliche Richtung ein, zunächst durch einen schmalen Talgrund mit bewaldeten Talhängen, der nicht viel Platz für menschliche Ansiedlungen bietet. Allein die Ortsmitte von Diethardt liegt hier. Sodann erreicht der Mühlbach an seinem Mittellauf Nastätten, Miehlen und Marienfels, wo sich das Tal zum Miehlener Grund weitet.
Das untere Mühlbachtal ist tief in die Hochfläche des Einrich eingeschnitten. Die felsdurchsetzten Hänge des an Windungen reichen Kerbtales sind, ausgenommen einige Blockhalden und Felskuppen, dicht bewaldet. Die Hänge und teilweise auch der Bachlauf sind mit Wanderwegen gut erschlossen. Kurz vor der Mündung schlägt der Mühlbach einen nach Westen ausholenden Bogen um den steilhängigen Burgberg der Burg Nassau, bevor er nordwestlich von Nassau mit einer Wasserführung von im Mittel 1,1 m³/s in die Lahn mündet. Heute wie damals ist nach starken Regenfällen das Wasser im Mühlbach stark eingetrübt, lehmig, also gelb gefärbt. Die Einfärbung wird durch ausgespülten Lehmboden verursacht.
Auf seinem Weg dorthin hat er einst viele Mühlräder angetrieben. Zwischen Strüth und Marienfels wird der Mühlbach von der Landesstraße 335 begleitet und in Nastätten quert ihn die Bundesstraße 274.
Die in den 1950er Jahren stillgelegte und später abgebaute Strecke Zollhaus–Braubach der Nassauischen Kleinbahn verlief zwischen Nastätten und Marienfels im Mühlbachtal.

### Zuflüsse
Liste von ausgewählten Zuflüssen von der Quelle zur Mündung.
- Käsbach, von links auf etwa 314 m ü. NHN vor Diethardt, 1,9 km und 3,6 km²
- Morsbach, von rechts auf etwa 304 m ü. NHN in Diethardt, 4,3 km und 4,3 km²
- Seitzgraben, von rechts auf etwa 283 m ü. NHN nahe Münchenroth, 6,5 km und 9,8 km²
- Springerskopfbach, von links auf etwa 281 m ü. NHN kurz danach schon im Stadtgebiet von Nastätten, 2,1 km und 3,0 km²
- Gronauer Bach, linker Mündungsarm des folgenden, auf etwa 272 m ü. NHN, 0,7 km
- Klausbach, von rechts auf etwa 270 m ü. NHN vor dem Hof Schwall von Nastätten, 7,7 km und 15,3 km²
- Bauseler Bach, von rechts auf etwa 257 m ü. NHN an der Funkenmühle von Nastätten, 2,0 km und 2,2 km²
- Heubach, von links auf etwa 249 m ü. NHN an der Heubachmühle von Nastätten, 3,1 km und 4,9 km²
- Lohbach, von rechts auf etwa 245 m ü. NHN in Nastätten, 3,7 km und 8,7 km²
- Ölsbergbach, von links auf etwa 238 m ü. NHN an der Thurnsmühle von Nastätten, 1,1 km und 1,7 km²
- Alfholderbach, von rechts auf etwa 233 m ü. NHN bei Haus Pollmerstall, 2,6 km und 1,8 km²
- (Graben zur Köhlersmühle), von links auf etwa 231 m ü. NHN an der Köhlersmühle von Miehlen, 0,7 km und 1,9 km²
- Ramersbach, von rechts auf etwa 221 m ü. NHN an der Nabenmühle von Miehlen, 4,2 km und 6,9 km²
- Illbach, von links auf etwa 220 m ü. NHN gegenüber der Schildsmühle von Miehlen, 1,3 km und 1,6 km²
- Breilerner Bach oder Nambach, von rechts auf etwa 213 m ü. NHN in Miehlen, 1,8 km und 1,4 km²
- Hainauer Bach, von links auf etwa 212 m ü. NHN am Ortsende von Miehlen, 6,3 km und 17,0 km²
- Hauserbach, von rechts auf etwa 203 m ü. NHN in Marienfels, 4,9 km und 5,9 km²
- Marienfelsgraben, von links auf etwa 202 m ü. NHN nach Marienfels, 0,2 km und unter 0,1 km²
- Ehrenbach, von links auf etwa 200 m ü. NHN nahe der Kaltenbornermühle von Marienfels, 5,9 km und 13,2 km²
- Bergerbach, von rechts auf etwa 198 m ü. NHN vor der Steegsmühle von Berg, 3,9 km und 4,4 km²
- (Bach zum Fasanenhof), von links auf etwa 197 m ü. NHN am Fasanenhof von Marienfels, 0,8 km und 0,4 km²
- (Mühlgraben), von rechts auf etwa 196 m ü. NHN nach der Steegsmühle, 0,3 km und unter 0,1 km²
- Hornbach, von links auf etwa 194 m ü. NHN an der Habbesmühle von Geisig, 5,6 km und 13,3 km²
- Hussbach, von rechts auf etwa 183 m ü. NHN vor der Rauschenmühle von Berg, 0,8 km und 0,7 km²
- (Graben zur Rauschenmühle), von rechts auf etwa 183 m ü. NHN an der Rauschenmühle, 0,4 km und 0,3 km²
- Graubach, von links auf etwa 167 m ü. NHN gegenüber der Neumühle von Singhofen, 0,6 km und 0,5 km²
- Dermbach, von rechts auf etwa 159 m ü. NHN nach der Schulmühle von Singhofen, 3,3 km und 4,6 km²
- Sterchkopfbach, von links auf etwa 144 m ü. NHN im Gebiet der Ortsgemeinde Dornholzhausen, 1,5 km und 1,7 km²
- Rommelsbach, von links auf etwa 135 m ü. NHN im Gebiet der Ortsgemeinde Dornholzhausen, 1,9 km und 1,2 km²
- Oberwiesgraben, von links auf etwa 131 m ü. NHN auf der Gebietsgrenze Dornholzhausen/Nassau, 1,6 km und 1,0 km²
- Kernbach, von rechts auf etwa 129 m ü. NHN im Gebiet der Ortsgemeinde Singhofen, 1,9 km und 1,6 km²
- (Graben an der Rabenlei), von rechts auf etwa 113 m ü. NHN im Gebiet der Ortsgemeinde Singhofen, 0,7 km und 0,4 km²
- (Graben vom Diezerkopf), von links auf etwa 97 m ü. NHN am Beginn des Stadtteils Bergnassau von Nassau, 1,2 km und 0,5 km²
- Sulzbach, von links auf etwa 91 m ü. NHN im Stadtteil Scheuern von Nassau, 5,3 km und 9,8 km²
- Mühlgraben, von rechts auf etwa 89 m ü. NHN in Scheuern, 1,1 km und 0,5 km²; zuvor Abgang nach rechts vor dem Graben vom Diezerkopf